# Muizon
Muizon település Franciaországban, Marne megyében. Lakosainak száma 2072 fő (2022. január 1.). Muizon Châlons-sur-Vesle, Courcelles-Sapicourt, Gueux, Prouilly, Rosnay, Thillois és Trigny községekkel határos.

## Népesség
A település népességének változása:
| Lakosok száma | 480  | 2243 | 2255 | 2313 | 2164 | 2143 | 2161 | 2119 | 2105 | 2072 |
|               | 1968 | 1982 | 1990 | 2006 | 2013 | 2015 | 2017 | 2019 | 2020 | 2022 |